# Quemisia gravis
Quemisia gravis és una espècie de mamífer rosegador extint de la família dels heptaxodòntids (huties gegants). Era l'única espècie del gènere monotípic Quemisia i vivia al que avui en dia són la República Dominicana i Haití.